# Rodeo, Kalifornien
Rodeo är en ort (CDP) i Contra Costa County, i delstaten Kalifornien, USA. Enligt United States Census Bureau har orten en folkmängd på 8 679 invånare (2010) och en landarea på 9,7 km².